# آنجی برازیل
آنجی برازیل (انگلیسی: Angie Braziel؛ زادهٔ ۱۸ سپتامبر ۱۹۷۶) بازیکن بسکتبال، و سرمربی (بسکتبال) اهل ایالات متحده آمریکا است.